# فاليري بور
فاليري بور (الروسية: Валерий Буре) ، من مواليد 13 يونيو 1974م، وهو لاعب هوكي روسي سابق ومتزوج من الممثلة الأمريكية كانديس كاميرون بور.

## انجازاته
حصل مع المنتخب الروسي للهوكي بدرجة الشباب الميدالية البرونزية عام 1994.

## وصلات خارجية
- فاليري بور على موقع دوري الهوكي الوطني (الإنجليزية)
- فاليري بور على موقع EliteProspects.com (الإنجليزية)
- فاليري بور على موقع Eurohockey.com (الإنجليزية)
- فاليري بور على موقع HockeyDB.com (الإنجليزية)
- فاليري بور على موقع Hockey-Reference.com (الإنجليزية)
- فاليري بور على موقع أوليمبيديا (الإنجليزية)

- قالب:Hockeydb
- www.burefamilywines.com, Bure Family Wines.